# Delma Zita
Delma Estevao Zita, née le 27 mars 1998 à Maputo, est une joueuse mozambicaine de basket-ball évoluant au poste de meneuse.

## Carrière
Elle termine troisième du Championnat d'Afrique féminin de basket-ball des 18 ans et moins en 2016 et est quart-de-finaliste des Jeux du Commonwealth de 2018.
Elle participe au championnat d'Afrique 2019, terminant à la quatrième place.
Elle évolue en club au Ferroviario de Maputo.